# 익스트림 아이어닝
익스트림 아이어닝(Extreme ironing)은 외딴 장소에서 다리미판을 펼치고 옷에 다림질을 하는 익스트림 스포츠이다. 이 스포츠 선수를 아이어니스트(ironist)라고 부른다. 2002년 뮌헨에서 세계선수권을 개최했다.